# Дежурный преемник
Дежурный преемник (англ. designated survivor — назначенный уцелеть; назначенный выжить или англ. designated successor — назначенный преемник) — в Соединённых Штатах Америки лицо, которое состоит в очерёдности преемственности президентства и является, как правило, членом кабинета президента. Это лицо должно размещаться в физически отдалённом, безопасном и нераскрываемом месте, когда президент и другие высшие лидеры (например, вице-президент, члены Кабинета и т. п.) находятся в одном и том же месте во время оглашения обращения «О положении страны» и инаугурации президента США или подобных ситуациях. Это предусмотрено для поддержания непрерывности правления при катастрофических событиях, сопряжённых с гибелью президента и высших должностных лиц из состава очерёдности преемственности президентства. В случае наступления такого события с кончиной президента и вице-президента, уцелевшее лицо, находящееся на самом верху списка очерёдности, каковым может оказаться дежурный преемник, становится исполняющим обязанности президента США, в соответствии с «Актом о преемственности президентства».

## История
Практика дежурных преемников возникла во время холодной войны в связи с риском ядерного нападения. Только члены кабинета, которые имеют право быть избранными на пост президента (граждане Jus soli, то есть, по рождению, старше 35 лет, которые проживают в Соединённых Штатах по крайней мере 14 лет) могут быть выбраны в качестве дежурных преемников. Например, государственный секретарь Мадлен Олбрайт не была уроженкой США (иммигрировав в Соединенные Штаты из Чехословакии) и, таким образом, не могла входить в очерёдность преемственности президентства. Дежурному преемнику обеспечивается безопасность и транспорт на уровне президента на время проведения мероприятия. Помощник несёт «ядерный чемоданчик» при нём. Тем не менее они не получают инструкции на тот случай, когда другие преемники президентства убиты.
С 2005 года члены Конгресса также служат в качестве дежурных преемников. В дополнение к действию в качестве рампового законодательного органа в том случае, когда все его коллеги были убиты, выживший член палаты представителей или сенатор может вступить на посты спикера Палаты представителей или временного президента Сената, позиции, которые следуют сразу после вице-президента в очерёдности. Если бы такой выживший законодатель занимал кресло спикера или временного президента Сената (как во время оглашения обращения «О положении страны» в 2005, 2006 и 2007 годах, при которых президент pro tempore Тед Стивенс или сенатор Роберт Бёрд были также дежурными преемниками) тот станет исполняющим обязанности президента, а не выживший член Кабинета. Тем не менее, остается неясным, может ли другой законодатель сделать это без того, чтобы быть избранным на эту руководящую должность при кворуме в его соответствующей палате.
Во время обращения «О положении страны» в 2010 году министр жилищного строительства и городского развития Шон Донован был дежурным преемником. Однако, Госсекретарь Хиллари Клинтон также отсутствовала на оглашении. Публично стало известно, что она будет находиться на конференции в Лондоне во время данного мероприятия. Если бы произошло бедствие, Клинтон (а не Донован) стала бы исполняющий обязанности президента, поскольку её позиция находится выше в очерёдности.

## Процедура выборов
Процесс отбора дежурного преемника описывается участниками как полностью случайный. Однако характер мероприятия, из-за которого выбирается дежурный преемник, может привести к тому, что некоторые официальные лица будут исключены из процесса отбора.

## Список дежурных преемников
| Дата             | Мероприятие | Назначенное лицо  | Должность                                             | Примечания                       |
| ---------------- | --- | ----------------- | ----------------------------------------------------- | -------------------------------- |
| 18 февраля 1981  | Президентское обращение к совместному заседанию обеих палат Конгресса                                           | Террел Белл       | Министр образования                                   | [ 7 ]                            |
| 26 января 1982   | Обращение «О положении страны»                                                                                  | нет данных        |                                                       |                                  |
| 25 января 1983   | Обращение «О положении страны»                                                                                  | нет данных        |                                                       |                                  |
| 25 января 1984   | Обращение «О положении страны»                                                                                  | Сэмюэл Пирс       | Министр жилищного строительства и городского развития | [ 4 ] [ 8 ] [ 9 ] [ 10 ]         |
| 21 января 1985   | Инаугурация президента                                                                                          | Маргарет Хеклер   | Министр здравоохранения и социальных служб            | [ 11 ]                           |
| 6 февраля 1985   | Обращение «О положении страны»                                                                                  | Малкольм Болдридж | Министр торговли                                      | [ 4 ] [ 8 ] [ 10 ] [ 12 ]        |
| 4 февраля 1986   | Обращение «О положении страны»                                                                                  | Джон Блок         | Министр сельского хозяйства                           | [ 4 ] [ 8 ] [ 10 ] [ 13 ]        |
| 27 января 1987   | Обращение «О положении страны»                                                                                  | Ричард Линг       | Министр сельского хозяйства                           | [ 4 ] [ 8 ] [ 10 ] [ 14 ]        |
| 25 января 1988   | Обращение «О положении страны»                                                                                  | Дональд Ходел     | Министр внутренних дел                                | [ 4 ] [ 7 ] [ 8 ] [ 10 ]         |
| 20 января 1989   | Инаугурация президента                                                                                          | Сэмюэл Скиннер    | Министр транспорта                                    | [ 4 ] [ 7 ] [ 8 ] [ 10 ]         |
| 9 февраля 1989   | Президентское обращение к совместному заседанию обеих палат Конгресса                                           | Лауро Кавасос     | Министр образования                                   | [ источник не указан 717 дней ]  |
| 31 января 1990   | Обращение «О положении страны»                                                                                  | Эдуард Дервински  | Министр по делам ветеранов                            | [ 4 ] [ 8 ] [ 10 ] [ 15 ]        |
| 11 сентября 1990 | Президентское обращение к совместному заседанию обеих палат Конгресса (речь о войне в Персидском заливе)        | нет данных        |                                                       |                                  |
| 29 января 1991   | Обращение «О положении страны»                                                                                  | Мануэль Лухан     | Министр внутренних дел                                | [ 4 ] [ 8 ] [ 10 ] [ 16 ]        |
| 28 января 1992   | Обращение «О положении страны»                                                                                  | Эдуард Мадиган    | Министр сельского хозяйства                           | [ 4 ] [ 8 ] [ 10 ]               |
| 17 февраля 1993  | Президентское обращение к совместному заседанию обеих палат Конгресса                                           | Брюс Бэббитт      | Министр внутренних дел                                | [ 4 ] [ 8 ] [ 10 ]               |
| 25 января 1994   | Обращение «О положении страны»                                                                                  | Майк Эспай        | Министр сельского хозяйства                           | [ 4 ] [ 8 ] [ 10 ]               |
| 24 января 1995   | Обращение «О положении страны»                                                                                  | Федерико Пенья    | Министр транспорта                                    | [ 4 ] [ 8 ] [ 10 ]               |
| 23 января 1996   | Обращение «О положении страны»                                                                                  | Донна Шалейла     | Министр здравоохранения и социальных служб            | [ 4 ] [ 8 ] [ 10 ] [ 17 ]        |
| 4 февраля 1997   | Обращение «О положении страны»                                                                                  | Дэн Гликман       | Министр сельского хозяйства                           | [ 4 ] [ 8 ] [ 10 ] [ 18 ]        |
| 27 января 1998   | Обращение «О положении страны»                                                                                  | Уильям Дэйли      | Министр торговли                                      | [ 4 ] [ 8 ] [ 10 ]               |
| 19 января 1999   | Обращение «О положении страны»                                                                                  | Эндрю Куомо       | Министр жилищного строительства и городского развития | [ 4 ] [ 8 ] [ 10 ] [ 19 ]        |
| 27 января 2000   | Обращение «О положении страны»                                                                                  | Уильям Ричардсон  | Министр энергетики                                    | [ 4 ] [ 8 ] [ 10 ] [ 20 ]        |
| 27 февраля 2001  | Президентское обращение к совместному заседанию обеих палат Конгресса                                           | Энтони Принсипи   | Министр по делам ветеранов                            | [ 4 ] [ 8 ] [ 10 ]               |
| 20 сентября 2001 | Президентское обращение к совместному заседанию обеих палат Конгресса (после терактов 11 сентября)              | Дик Чейни         | Вице-президент                                        | [ 4 ] [ 21 ]                     |
| 20 сентября 2001 | Президентское обращение к совместному заседанию обеих палат Конгресса (после терактов 11 сентября)              | Томми Томпсон     | Министр здравоохранения и социальных служб            | [ 4 ] [ 21 ]                     |
| 29 января 2002   | Обращение «О положении страны»                                                                                  | Гейл Нортон       | Министр внутренних дел                                | [ 8 ] [ 10 ] [ 22 ]              |
| 28 января 2003   | Обращение «О положении страны»                                                                                  | Джон Эшкрофт      | Генеральный прокурор                                  | [ 4 ] [ 8 ] [ 10 ] [ 23 ]        |
| 28 января 2003   | Обращение «О положении страны»                                                                                  | Норман Майнета    | Министр транспорта                                    | [ 4 ] [ 8 ] [ 10 ] [ 23 ]        |
| 20 января 2004   | Обращение «О положении страны»                                                                                  | Дональд Эванс     | Министр торговли                                      | [ 4 ] [ 8 ] [ 10 ] [ 24 ]        |
| 20 января 2005   | Инаугурация президента                                                                                          | Гейл Нортон       | Министр внутренних дел                                | [ источник не указан 717 дней ]  |
| 2 февраля 2005   | Обращение «О положении страны»                                                                                  | Дональд Эванс     | Министр торговли                                      | [ 4 ] [ 8 ] [ 10 ] [ 25 ] [ 26 ] |
| 2 февраля 2005   | Обращение «О положении страны»                                                                                  | Тед Стивенс       | Временный президент Сената                            | [ 4 ] [ 8 ] [ 10 ] [ 25 ] [ 26 ] |
| 2 февраля 2005   | Обращение «О положении страны»                                                                                  | Кент Конрад       | (сенатор, нет в очерёдности)                          | [ 4 ] [ 8 ] [ 10 ] [ 25 ] [ 26 ] |
| 2 февраля 2005   | Обращение «О положении страны»                                                                                  | Джон Дулитл       | (член Палаты представителей, нет в очерёдности)       | [ 4 ] [ 8 ] [ 10 ] [ 25 ] [ 26 ] |
| 2 февраля 2005   | Обращение «О положении страны»                                                                                  | Джордж Миллер     | (член Палаты представителей, нет в очерёдности)       | [ 4 ] [ 8 ] [ 10 ] [ 25 ] [ 26 ] |
| 31 января 2006   | Обращение «О положении страны»                                                                                  | Джим Николсон     | Министр по делам ветеранов                            | [ 4 ] [ 8 ] [ 10 ] [ 25 ] [ 27 ] |
| 31 января 2006   | Обращение «О положении страны»                                                                                  | Тед Стивенс       | Временный президент Сената                            | [ 4 ] [ 8 ] [ 10 ] [ 25 ] [ 27 ] |
| 23 января 2007   | Обращение «О положении страны»                                                                                  | Альберто Гонсалес | Генеральный прокурор                                  | [ 4 ] [ 8 ] [ 10 ] [ 25 ] [ 28 ] |
| 28 января 2008   | Обращение «О положении страны»                                                                                  | Дирк Кемпторн     | Министр внутренних дел                                | [ 4 ] [ 8 ] [ 10 ] [ 29 ]        |
| 20 января 2009   | Инаугурация президента                                                                                          | Роберт Гейтс      | Министр обороны                                       | [ 30 ] [ 31 ]                    |
| 24 февраля 2009  | Президентское обращение к совместному заседанию обеих палат Конгресса                                           | Эрик Холдер       | Генеральный прокурор                                  | [ 4 ] [ 8 ] [ 10 ] [ 32 ]        |
| 9 сентября 2009  | Президентское обращение к совместному заседанию обеих палат Конгресса (речь о здравоохранении перед Конгрессом) | Стивен Чу         | Министр энергетики                                    | [ 33 ]                           |
| 27 января 2010   | Обращение «О положении страны»                                                                                  | Шон Донован       | Министр жилищного строительства и городского развития | [ 8 ] [ 10 ]                     |
| 25 января 2011   | Обращение «О положении страны»                                                                                  | Кен Салазар       | Министр внутренних дел                                | [ 8 ] [ 10 ] [ 34 ]              |
| 24 января 2012   | Обращение «О положении страны»                                                                                  | Том Вилсэк        | Министр сельского хозяйства                           | [ 8 ] [ 10 ] [ 35 ]              |
| 21 января 2013   | Инаугурация президента                                                                                          | Эрик Шинсеки      | Министр по делам ветеранов                            | [ 36 ]                           |
| 12 февраля 2013  | Обращение «О положении страны»                                                                                  | Стивен Чу         | Министр энергетики                                    | [ 10 ]                           |
| 28 января 2014   | Обращение «О положении страны»                                                                                  | Эрнест Мониз      | Министр энергетики                                    | [ 37 ] [ 38 ]                    |
| 20 января 2015   | Обращение «О положении страны»                                                                                  | Энтони Фокс       | Министр транспорта                                    | [ 39 ] [ 40 ]                    |
| 12 января 2016   | Обращение «О положении страны»                                                                                  | Оррин Хэтч        | Временный президент Сената                            | [ 41 ]                           |
| 12 января 2016   | Обращение «О положении страны»                                                                                  | Джей Джонсон      | Министр внутренней безопасности                       | [ 42 ]                           |
| 20 января 2017   | Инаугурация президента                                                                                          | Оррин Хэтч        | Временный президент Сената                            | [ 43 ]                           |
| 20 января 2017   | Инаугурация президента                                                                                          | Джей Джонсон      | Министр внутренней безопасности                       | [ 44 ]                           |
| 28 февраля 2017  | Президентское обращение к совместному заседанию обеих палат Конгресса                                           | Дэвид Шулкин      | Министр по делам ветеранов                            | [ 45 ] [ 46 ] [ 47 ]             |
| 30 января 2018   | Обращение «О положении страны»                                                                                  | Сонни Пердью      | Министр сельского хозяйства                           | [ 48 ]                           |
| 5 февраля 2019   | Обращение «О положении страны»                                                                                  | Рик Перри         | Министр энергетики                                    | [ 49 ]                           |
| 4 февраля 2020   | Обращение «О положении страны»                                                                                  | Дэвид Бернхардт   | Министр внутренних дел                                | [ 50 ] [ 51 ]                    |

## В популярной культуре
- В оригинальном фильме телекомпании HBO 1991 года На рассвете (другое название — Ядерный рассвет), министр внутренних дел США становится президентом Соединённых Штатов в результате советского первого ракетно-ядерного удара.
- В телесериале Западное крыло, в эпизоде под названием Он будет, время от времени… президент Джозайя Бартлет говорит с министром сельского хозяйства Роджером Трибби в Овальном кабинете перед отъездом на оглашение своего обращения «О положении страны». Процесс выбора дежурных преемников показан в начале эпизода, вызвав некоторые дискуссии о том, как это работает.
- В сериале ABC 2016 года Последний кандидат (другие названия: Назначенный преемник; Преемник; Дежурный преемник) Кифер Сазерленд играет главную роль Тома Киркмана, министра жилищного строительства и городского развития. Киркман становится президентом, когда при террористической атаке во время оглашения обращения «О положении страны» убивают президента, вице-президента и каждую персону, находящуюся перед ним в очерёдности.